# Socialdemokratiska föreningen i Göteborg
Socialdemokratiska föreningen i Göteborg bildades som Arbetarklubben (eller Göteborgs arbetarklubb) den 14 april 1884 och är därmed Sveriges äldsta socialdemokratiska förening. Föreningen bildades i C.M. Heurlins skräddarverkstad på Kyrkogatan 33 i Göteborg. Föreningens första ordförande blev korkskäraren Henrik Menander, sedermera medarbetare i tidningen Arbetet och mest känd som författare till den svenska arbetarrörelsens kampsång "Arbetets söner" samt översättare av "Internationalen". Den 12 augusti 1884 (samma år som den bildades) bytte föreningen namn till Socialdemokratiska föreningen.  Av de 14 stiftarna var tolv godtemplare.
Socialdemokratiska föreningens syften angavs vid starten vara: 
1. Att söka sammankalla arbetarne inom skilda yrken, för att göra dem förtrogna med deras betryckta och i politiskt hänseende omyndiga ställning, samt att upplysa dem om andra länders arbetareförhållanden och arbetarerörelser.
2. Att genom diskussioner och föredrag i vetenskapliga och politiska ämnen söka höja medlemmarnes bildning till en fri och oberoende ståndpunkt.
3. Att då under nuvarande samhällstillstånd arbetarne blott hafva skyldigheter men inga rättigheter, söka upplysa dem om deras naturliga rättigheter, samt de medel de böra – i likhet med andra länders arbetare – begagna för att ernå dessa rättigheter.
4. Att med alla lagliga medel söka motarbeta det despotiska och demoraliserande klass- och kapitalherraväldet.